# Cabo Negro
Cabo Negro, chiamata dai suoi abitanti Ras Tarf, è una località turistica situata sulla costa mediterranea del Marocco, nella prefettura di M'diq-Fnideq.
Il club originariamente aveva 9 buche, progettate nel 1978 da M. Cabell e B. Robinson, ma da allora è stato ampliato in un campo da golf completo. Il resort di Cabo Negro è descritto da Baedeker come "la più moderna ed esclusiva delle tre città [nella zona di Tétouan], con due grandi spiagge di sabbia fine. Oltre a ristoranti, hotel e case vacanza, ci sono anche locali notturni, campi da tennis, strutture per l'equitazione e un campo da golf a 9 buche."